# Boliwia na Letnich Igrzyskach Olimpijskich 1992
Boliwię na Letnich Igrzyskach Olimpijskich 1992 reprezentowało 13 zawodników, 8 mężczyzn i 5 kobiet.

## Judo
Mężczyźni
- Carlos Noriega
  - 60 kg – 23. miejsce

- Eric Bustos
  - 78 kg – 22. miejsce

## Kolarstwo
Mężczyźni
- Pedro Vaca
  - Sprint – 23. miejsce
  - 1000 m ze startu zatrzymanego – 30. miejsce

## Lekkoatletyka
Mężczyźni
- Juan Camacho
  - Maraton – 57. miejsce

- Policarpio Calizaya
  - Bieg na 5000 m – odpadł w eliminacjach
  - Bieg na 10000 m – odpadł w eliminacjach

Kobiety
- Jacqueline Solíz
  - Bieg na 100 m – nie ukończyła
  - Bieg na 100 m – odpadła w eliminacjach

- Jacqueline Solíz
Sandra Antelo
Gloria Burgos
Gloria Burgos
  - Sztafeta 4 × 400 m – 13. miejsce

## Pływanie
Mężczyźni
- Luis Medina
  - 200 m stylem dowolnym – 46. miejsce
  - 400 m stylem dowolnym – 41. miejsce
  - 100 m stylem motylkowym – 63. miejsce

Kobiety
- Paola Peñarrieta
  - 50 m stylem dowolnym – 48. miejsce
  - 100 m stylem dowolnym – 47. miejsce
  - 200 m stylem dowolnym – 37. miejsce

## Podnoszenie ciężarów
Mężczyźni
- Casiano Tejeda
  - od 82,5 do 90 kg – 20. miejsce

## Strzelectwo
Mężczyźni
- Luis Gamarra
  - Skeet – 42. miejsce